# Product
Product (zapis stylizowany: PRODUCT)– debiutancki album kompilacyjny Sophie, wydany 27 listopada 2015 przez Numbers. Zawiera wydane w latach 2013-2015 single. 25 września 2019 roku album doczekał się reedycji w postaci limitowanego wydania na płycie winylowej. Z okazji 10-tej rocznicy albumu, 18 czerwca 2025 roku PRODUCT został wydany na platformach streamingowych wraz z trzema wcześniej niedostępnymi oficjalnie utworami.
PRODUCT otrzymał pozytywne oceny od recenzentów, agregator opinii na Metacritic dal albumowi średnią ocenę 74/100 na podstawie 16 recenzji krytycznych.

## Lista utworów
| 1.  | Bipp                            | 3:00  |
|     |                                 |       |
| 2.  | Elle                            | 3:44  |
|     |                                 |       |
| 3.  | Lemonade                        | 1:58  |
|     |                                 |       |
| 4.  | Hard                            | 2:54  |
|     |                                 |       |
| 5.  | Msmsmsm                         | 3:35  |
|     |                                 |       |
| 6.  | Vyzee                           | 3:22  |
|     |                                 |       |
| 7.  | L.O.V.E.                        | 3:38  |
|     |                                 |       |
| 8.  | Just Like We Never Said Goodbye | 3:08  |
|     | Wydanie silikonowe CD           |       |
| 9.  | Unisil                          | 2:06  |
|     | Wydanie japońskie CD            |       |
| 10. | Get Higher                      | 3:00  |
|     | Wydanie z 2025                  |       |
| 8.  | Unisil                          | 2:06  |
|     |                                 |       |
| 9.  | Get Higher                      | 3:00  |
|     |                                 |       |
| 10. | Ooh                             | 2:31  |
|     |                                 |       |
| 11. | Just Like We Never Said Goodbye | 3:08  |
|     |                                 |       |
|     |                                 | 41:10 |
|     |                                 |       |

## Listy tygodniowe
| Kraj              | Lista                       | Pozycja |
| ----------------- | --------------------------- | ------- |
| Stany Zjednoczone | Top Dance/Electronic Albums | 23      |